# 後藤安太郎
後藤 安太郎（ごとう やすたろう、1859年12月30日〈安政6年12月7日〉 - 1936年〈昭和11年〉10月2日）は、日本の実業家。財団法人後藤安報恩会（公益財団法人後藤報恩会の前身）初代理事長。族籍は岐阜県平民。

## 経歴
美濃国今尾村（のち岐阜県海津郡今尾町、現・海津市）の百姓、安太郎の長男。1880年、家督を相続し、襲名する。郷里で油雑穀営業に従事する。不動産、米、株と青年時代から利殖に心を砕く。株式仲買業を営む。
会社の重役であり、後藤商事社長、名古屋米穀取引所理事長・同相談役、愛知電気鉄道、名古屋電力各取締役などをつとめる。名古屋商業会議所議員に推される。

## 人物
趣味は書画。画幅も多く、珍品を蒐集する。岐阜県在籍で、住所は愛知県名古屋市中区南伊勢町。

## エピソード
安太郎は有価証券の所有者としては、名古屋中で一番だという評判があった。株式に没頭し始めた動機については安太郎は次のように述べている。

## 栄典
- 1925年4月16日 - 紺綬褒章[13]
  - 1922年6月、岐阜県立海津中学校敷地及整地費金2万2千円を寄付する[13]。

## 家族・親族
後藤家
- 父・安太郎[7][8]
- 妻・つな（1864年 - ?、岐阜、水谷彌左衛門の妹）[7][8]
- 長男・幸三（1881年 - 1977年、中央製作所社長、後藤報恩会2代理事長） - 若い頃から父や妻とともに茶道具、書を収集し、これらの美術品を多くの人たちに展観される施設の設立を願い、生前の住まいとしていた「南山寿荘」のある地に美術館を設立する準備を進め、自身の没した翌年の1978年に昭和美術館が開館する[4]。
- 二男・英一（1904年 - ?、昭和ゲージ製作所社長）[14]
  - 同妻・まさ（1909年 - ?、三重、小菅弘の妹[12]、小菅剣之助の二女[14]）
- 養子・秀治（1884年 - ?、名古屋市助役）[7]
- 四女[7]
- 孫[7]

親戚
- 二男の妻の父・小菅剣之助[14]（将棋棋士、衆議院議員）